# Club Atlético Huacho
El Atlético Huacho es un club de fútbol de la ciudad de Huacho, Perú. Fue fundado el 22 de agosto de 1915.

## Historia

### Fundación
Se llevó a cabo a las 10:00 a. m. del día 22 de agosto de 1915, en el marco de la celebración de la festividad de San Bartolomé, patrono de la ciudad. El acto de fundación se llevó a cabo en el domicilio del Sr. Juan Chumbes, quien en forma desinteresada ofreció su domicilio sito en la (calle 28 de Julio n.º 239) de la ciudad de Huacho, para llevar a cabo la primera reunión de amigos. La idea principal fue la de reunirse para intercambiar ideas y como resultado de estas se acordó fundar un Club de fútbol, el mismo que se aprobó con la presencia de las siguientes personas:
Baltazar La Rosa, Emiliano La Rosa, Juan Chumbes, José Guibes, Máximo La Rosa, Enrique Alcántara, Alejandro Alcántara, Nicanor Bazalar, Aquilino Díaz, Félix Chávez, Liborio Bazalar, Teófilo Conde, Abelrdo Way, Nicolás Bazalar, Catalino Bazalar, Germán Cortijo, Genaro La Rosa, Jorge Estupiñán, Eulogio Froilán, José Hidalgo y Juan Hidalgo.
Luego de que se debatieron muchas opiniones, se acordó denominarlo “Atlético Huacho” como buenos Huachanos que eran la totalidad de los asistentes en esa reunión. Como un segundo acto se procedió a sugerir los colores para el uniforme y luego de varias propuestas e ideas, prevaleció la propuesta del señor Máximo La Rosa, que fueron los colores rojo y blanco en honor a la patria en forma de rayas verticales delgadas con los colores rojo y blanco intercalados, los pantalones de color blanco y las medias rojas con doblé blancos.

### La primera directiva
Luego pasaron a elegir al Directorio que iba a gestionar los destinos del Club por el período 1915 – 1916. Quedando constituido como sigue:
| Directiva         | Cargo              |
| ----------------- | ------------------ |
| Baltazar La Rosa  | Presidente         |
| Juan Chumbes      | Vicepresidente     |
| José Guibes       | Secretario         |
| Enrique Alcántara | Tesorero           |
| Nicanor Bazalar   | Protesorero        |
| Máximo La Rosa    | Fiscal             |
| Eulogio Froilas   | Primer Vocal       |
| Aquilino Díaz     | Segundo Vocal      |
| Nicolás Bazalar   | Capitán de General |
| Abelardo Way      | Capitán de Cancha  |

### Los primeros años
El Atlético Huacho ya constituido como un Club de futbol participaba como tal en algunos eventos esporádicos, por lo que toma bastante auge en el aspecto social, por lo que era muy frecuente ver a los asociados reunirse para jugar naipes en sus diversas modalidades y para dialogar. Conforme iban transcurriendo los años el "Albirrojo" incrementaba sus actividades deportivas y en lo social también incrementaba su número de asociados. Y así transcurrieron muchos años. Para esto ya existía el Ferrocarril Noroeste del Perú que cubría las rutas de Huacho a Sayán, Huacho a Barranca y Huacho – Ancón y la Estación de embarque estaba ubicada a dos cuadras de la sede institucional, por lo que muchos viajeros locales y de otros lugares conocieron el “Club Atlético Huacho” y era motivo de invitación para algunos eventos deportivos fuera de la localidad.

### La época de la máquina
Allá por el año 1947 el Atlético Huacho ya con 32 años de fundación formó un equipo que realmente no llenaba las expectativas de los asociados, ya que estos pedían un cuadro más competitivo. Y es así que el Sr. Abelardo Way Ríos, recibe el encargo del presidente en ese entonces Don Víctor Romero para que forme un cuadro a la brevedad; y como él ya había visto un grupo de jóvenes que siempre se reunían en la Plaza Dos de Mayo y él les trasmite el mensaje y por supuesto que estos jóvenes ya habían visto al equipo del "Atlético Huacho", estos jóvenes tenían en promedio 19 a 20 años de edad.
Es así que don Abelardo Way nombra a don Abraham Ronceros para evaluar a los nuevos integrantes del Club y los ubica de acuerdo a sus habilidades en cada puesto y comienzan a entrenar en el horario de 07:00 hasta las 08:00 a. m. En un campo deportivo ubicado en la playa; los jóvenes muy entusiasmados iban a entrenar muy temprano y luego eran compensados con una taza de avena y panecillos, tal era su entusiasmo que asistían todos los días y, todos estos jugadores eran muy sanos y no tomaban bebidas alcohólicas; Este equipo resultó tan contundente en su desempeño que los aficionados iban a ver sus partidos por el espectáculo que brindaban. En una ocasión una monja acompañada de una ejecutiva del Hospital “El Carmen” se acercó a conversar con la directiva si era posible que el equipo del Club Atlético Huacho fuera el contendor del equipo de Juveniles de Universitario de Deportes de Lima. La respuesta fue afirmativa por tratarse de un acto de bien social. 
Finalmente el cotejo terminó empatado con el marcador de 2-2 resaltando que para ese cotejo el Atlético Huacho no se reforzó con ningún jugador de otro equipo. Cuatro meses después el Hospital “El Carmen” necesitaba comprar frazadas y nuevamente convocó al Club Atlético Huacho y como en la primera ocasión también se puso de pie en este evento para enfrentar en esta ocasión al Club Centro Iqueño, quedando el resultado 1-1.
Luego de estos eventos el equipo del Atlético Huacho cumplió una serie de presentaciones en el estadio de Barranca; después empató 1-1 con Sport Humaya; al Sucre de Huaura le ganaron 6-1, a Oyón le ganaron 1-0 en un campo que tenía una característica de plano inclinado. Tras estos resultados arrolladores a este equipo del Club Atlético Huacho se le denominó “LA MÁQUINA”. Cabe indicar que todos estos cotejos del Atlético Huacho se jugaron en el estadio Municipal de Huacho que en ese entonces solo contaba con una tribuna.

### La Copa Perú
El Atlético Huacho participando en el torneo del año 1977 Campeona y obtiene el pase a participar en la Copa Perú representando a la Liga de fútbol de Huacho. Luego de eliminar a Santa María, Supe, Paramonga, saliendo como Campeón de la Provincia de Huaura y pasó a definir con Huarochirí, Matucana, Huaral y Cañete, ocupando el Segundo lugar en la fase Departamental de Lima. Cabe mencionar que en esa época los equipos participantes no podían modificar su equipo, pues tenían que continuar con los mismos jugadores que participaban en el campeonato y no se permitían los refuerzos como es en la actualidad.
Luego de su participación en la Copa Perú, El Atlético Huacho ha participado en los siguientes campeonatos ocupando los primeros lugares y siempre jugando en la rueda de los grandes.
En 2014 terminó en el último lugar en la Tercera División de la liga distrital de Huacho y quedó desafiliado un año. Desde entonces no ha vuelto a participar.

## Uniforme
- Uniforme titular: Camiseta blanca con bastones rojos, pantalón blanco y medias rojas.
- Uniforme altenativo: Camiseta azul, pantalón azul oscuro, medias blancas.

| Titular | Alternativo |  |

## Sede
El club cuenta con su local propio ubicado en el jirón Salaverry N.º 850 en la ciudad de Huacho.

## Palmarés

### Torneos regionales
- Subcampeón de la Liga Departamental de Lima: 1977.
- Liga Provincial de Huaura: 1977.
- Primera División de Huacho: 1964, 1977.
- Segunda División de Huacho: 1963
- Tercera División de Huacho: 1962